# Hellin-szabály
A Hellin-szabály a többszörös ikerszülések számára vonatkozó szabály. A szabályra Dionys Hellin (1867–1935) lengyel orvos figyelt fel. E szerint, ha minden n szülésre jut egy ikerterhesség, akkor minden n2 szülésre jut egy hármas, és minden n3 szülésre jut egy négyes szülés. Hellin szerint a korabeli Európában n=85 volt. 